# Девід Вортон
Девід Вортон (англ. David Wharton, 19 травня 1969) — американський плавець.
Призер Олімпійських Ігор 1988 року, учасник 1992 року.
Переможець Пантихоокеанського чемпіонату з плавання 1987, 1989 років, призер 1991 року.